# Джон Рінго
Джон Рінго (англ. John Ringo; нар. 22 березня 1963) — американський письменник, що пише у жанрі військової наукової фантастики.

## Біографія
Джон Рінго народився 22 березня 1963 року. Він вивчав морську біологію, але з фінансових причин працював спеціалістом з контролю якості управління баз даних. На той час, коли він закінчив школу він уже побував у 23 країнах і тому був знайомий зі звичаями і культурою інших країн. Цей досвід і знання стали в пригоді, коли він став професійним письменником.

### Серії
- Приплив чорної хвилі // Black Tide Rising
  - Під кладовищем неба // Under a Graveyard Sky (2013) (ISBN 1-4516-3919-8)
  - Вітрила Моря Темряви // To Sail a Darkling Sea (2014) (ISBN 1-4767-3621-9)
  - Острови Злості та Надії // Islands of Rage and Hope (2014) (ISBN 978-1-4767-3662-4)
  - Смуток скорботи // Strands of Sorrow (2015) (ISBN 978-1-4767-3695-2)
  - Приплив чорної хвилі // Black Tide Rising (2016) (ISBN 978-1-4767-8151-8)
  - Більше, ніж його сіль // More Than His Salt (2018)
  - Voices Of The Fall (2018)

- Troy Rising
  - Жити вільним або померти // Live Free or Die (2010) (ISBN 1-4391-3332-8)
  - Цитадель // Citadel (2011) (ISBN 1-4391-3400-6)
  - Гарячі ворота // The Hot Gate (2011) (ISBN 1-4391-3432-4)
- Спадщина Алдената // Legacy of the Aldenata
  - Гімн перед битвою // A Hymn Before Battle (2000) (ISBN 0-671-31941-8)
  - Поривний фронт // Gust Front (2001) (ISBN 0-671-31976-0)
  - When the Devil Dances (2002) (ISBN 0-7434-3540-0)
  - Пекельний вогонь // Hell's Faire (2003) (ISBN 0-7434-3604-0)
  - Око шторму // Eye of the Storm (2009); (ISBN 1-4391-32739)
  - Дивись на Рейн // Watch on the Rhine (2005) (ISBN 0-7434-9918-2)
  - Жовті очі // Yellow Eyes (2007) (ISBN 1-4165-2103-8)
  - The Tuloriad (2009) (ISBN 978-1-4391-3304-0)
  - Війна Каллі // Cally's War (2004) (ISBN 0-7434-8845-8)
  - Sister Time (2007) (ISBN 1-4165-4232-9)
  - Честь клану // Honor of the Clan (2009) (ISBN 1-4165-5591-9)
  - Герой// The Hero (2004) (ISBN 0-7434-8827-X)
- Імперія людини // Empire of Man
  - March Upcountry (2001) (ISBN 0-671-31985-X)
  - Марш до моря // March to the Sea (2001) (ISBN 0-671-31826-8)
  - Марш до зірок // March to the Stars (2003) (ISBN 0-7434-3562-1)
  - We Few (2005) (ISBN 0-7434-9881-X)
- Військові ради // The Council Wars
  - Там будуть дракони // There Will Be Dragons (2003) (ISBN 0-7434-7164-4)
  - Смарагдове море // Emerald Sea (2004) (ISBN 0-7434-8833-4)
  - Проти течії // Against the Tide (2005) (ISBN 0-7434-9884-4)
  - Схід від Сонця, захід від Місяця // East of the Sun, West of the Moon (2006) (ISBN 1-4165-2059-7)
- Паладін тіней // Paladin of Shadows
  - Привид // Ghost (2005) (ISBN 1-4165-0905-4)
  - Кілдар // Kildar (2006) (ISBN 1-4165-2064-3)
  - Вибрані вбиті // Choosers of the Slain (2006) (ISBN 1-4165-2070-8)
  - До порушення // Unto the Breach (2006) (ISBN 1-4165-0940-2)
  - Глибока синява // A Deeper Blue (2007) (ISBN 1-4165-2128-3)
  - Tiger by the Tail(2013) (ISBN 1-4516-3856-6)
- Подорож космічного бульбашки // Voyage of the Space Bubble
  - У скляне скло // Into the Looking Glass (2005) (ISBN 0-7434-9880-1)
  - Vorpal Blade (2007) (ISBN 1-4165-2129-1)
  - Manxome Foe (2008) (ISBN 1-4165-5521-8)
  - Claws that Catch (2008) (ISBN 1-4165-5587-0)
- Особливі обставини // Special Circumstances
  - Princess of Wands (2006) (ISBN 1-4165-0923-2)
  - Queen of Wands (2012) (ISBN 1-4516-3789-6)
- Мемуари мисливця монстрів // Monster Hunter Memoirs
  - Monster Hunter Memoirs: Grunge (2016) (ISBN 978-1-4767-8149-5)
  - Monster Hunter Memoirs: Sinners (2016) (ISBN 978-1-4767-8183-9)
  - Monster Hunter Memoirs: Saints (2018)

### Романи
- Дорога в Дамаск // The Road to Damascus (2004) (ISBN 0-7434-7187-3)
- Війна фон Неймана // Von Neumann's War (2006) (ISBN 1-4165-2075-9)
- Останній Центуріон // The Last Centurion (2008) (ISBN 1-4165-5553-6)

### Розповіді
- Давай поїдемо до Праги // «Let's Go to Prague» (2003)
- Судно під назвою Френсіс // «A Ship Named Francis» (2003)